# Rădăuți
Rădăuți (en alemán Radautz, en húngaro Radóc, en hebreo ראַדעװיץ romanizado como Radevits, en polaco Radowce y en ucraniano Радівці/Radiwzi) es una ciudad con estatus de municipiu de Rumania en el distrito de Suceava, en el nordeste rumano.

## Geografía
Se encuentra a una altitud de 365 m sobre el nivel del mar y a una distancia de 474 km de la capital, Bucarest. La ciudad está situada a 38 km norte del municipio Suceava, a pocos kilómetros de la frontera con Ucrania. Se encuentra en una llanura entre los ríos Suceava y Sucevița. La localidad está situada en la región histórica del sur de Bucovina.

## Historia
Alcanzó la categoría de municipiu en el año 1995, junto con otras dos localidades de la provincia de Suceava: Fălticeni y Câmpulung Moldovenesc. Hasta la reforma administrativa de 1950 fue la sede del distrito del mismo nombre. En el censo del año 2011, la localidad tenía una población de 23 822 habitantes, siendo el tercer núcleo urbano en tamaño de la provincia.  

## Demografía
Según estimación 2012 contaba con una población de 32 103 habitantes.
| 1948   | 1956   | 1966   | 1977   | 1992   | 2002   | 2012   |
| 14 530 | 15 949 | 18 580 | 21 869 | 31 074 | 27 633 | 32 103 |

## Turismo
En Rădăuţi tiene lugar anualmente el «Festival de folclore Arcanul». En la ciudad se encuentran edificios religiosos de gran importancia histórica, cultural y espiritual como: la catedral ortodoxa, la iglesia católica, el templo judío y el monasterio Bogdana que es el templo más antiguo del antiguo principado de Moldavia y fue construido en 1360 por orden de Bogdan I de Moldavia.
Otros puntos de interés turístico son el museo de etnografía Samuil y Eugenia Ioneţ, el taller de Colibaba y el jardín zoológico.